# Karl von Hegel
Karl von Hegel, född 7 juni 1813 i Nürnberg, död 5 december 1901 i Erlangen, var en tysk historiker. Han var son till Friedrich Hegel.
Hegel blev 1841 professor i Rostock, 1856 i Erlangen. Han utgav bland annat Chroniken der deutschen Städte (1862–), Städte und Gilden der germanischen Völker im Mittelalter (2 band, 1891), Die Entstehung des deutschen Städtewesens (1898) samt Leben und Erinnerungen (1900).